# Lista de episódios de Whitney
Esta é a lista de episódios de Whitney, uma série televisiva de comédia, exibida nos EUA pela NBC e no Brasil pelo canal a pago LIV. A série é estrelada por Whitney Cummings, uma fotógrafa que mora com seu namorado e tenta manter o relacionamento evoluindo, mesmo sem se casarem.

## Resumo
|  | 1 | 22 | 22 de setembro de 2011 | 28 de março de 2012 | - | - |